# S.O.S Sônia
Hana's Helpline (S.O.S Sônia no Brasil) é uma série de animação galesa em stop-motion para crianças, sobre Sônia a pata que dirige uma linha telefônica de ajuda para animais com problemas. As principais vozes são fornecidas por Arabella Weir, Boyd Clack e Caroline Harker, com a maioria das outras vozes sendo fornecida por crianças.
Há 52 episódios, cada um 10 minutos de duração. Sua primeira transmissão foi no País de Gales sob o título Galês Holi Hana, em 2 de Abril de 2007. A sua primeira transmissão no Reino Unido foi no Channel 5, em 12 de Junho de 2007. Também foi transmitida em uma seleção de outros países. Os livros foram publicados pela Random House Children's Books a partir de janeiro de 2008. A gama de brinquedos licenciados também foi desenvolvido pela Golden Bear Toys, juntamente com o primeiro DVD do show que foi lançado em novembro de 2007. A segunda compilação foi lançado na Páscoa de 2008.
No Brasil, a série foi transmitida pelas emissoras públicas TV Brasil e TV Escola. Atualmente é exibida pelo canal Zoomoo.

## Sinopse
S.O.S. Sônia é uma série animada sobre uma simpática pata e seu filho patinho, que ajudam por telefone aos animais que precisam de apoio emocional. Por telefone, Sônia responde aos mais diversos problemas e oferece uma solução confortante aos conflitos diários.

## Personagens
- Sônia, é uma boa ouvinte e sempre se mantém calma, fresca e coletada. É preciso muito para irritar-la.

- Francis, é filho de Sônia. Ele é muito inteligente e, como sua mãe, quer ajudar. Quando Sônia tem um problema difícil é muitas vezes Francis que a ajuda a encontrar a resposta perfeita.

- Bert, é um pouco sonolento e fala com uma voz sonolenta. Ele não gosta de falar sobre seus problemas.

- Elen a avestruz, está preocupada com o fato dela não poder voar como os outros pássaros. Mas Sônia observa que os avestruzes não foram supostamente feitos para voar e que eles podem correr muito rápido! Ela muitas vezes se perde, mesmo em uma viagem para o banheiro e tende a enterrar a cabeça na areia, quando confrontado com um problema.

- Muzzy, é um pequeno rato tímido e o mais novo dos amigos de Francis. Francis tenta ajudar Muzzy e não deixa os animais mais velhos intimidá-lo.

- Ernie, é a maçã podre do grupo. Ele é uma águia com atitude. Ernie pode ser um pouco de um valentão, mas ele não é de todo ruim e Sônia acredita que ainda há esperança para ele.

- Rosie, é um grande panda que paira sobre todos os seus colegas de classe. Ela é muito forte e todo mundo quer ela em seu cabo de guerra da equipe. Ela muitas vezes parece não ter confiança em si, mas Sônia é sempre capaz de dar-lhe uma conversa de vitalidade.[3]

## Elenco
Vozes dos Adultos:
Caroline Harker

Arabella Weir

Boyd Clack 

Jennifer Veal

Ahmed Idris

Peter Murphy

Dame Tanni Grey Thompson (eps. 15)

Naomi Wilkinson (eps. 23 e 24)
                                                                                         
Penelope Keith (eps. 25)

Vozes das Crianças:            
Joshua Light

Daniel Joseph Williams

Christopher Parkinson

Keri Lloyd

Jennifer Veal

Paige Coulson

Joshua Cottoll

Ellie Ruiz

Billie Horsey

Alice Austin

Elinor Collins

Ahmed Idris

Madeleine Evans Webb

Eva Vestergaard

Maria Farrington

Bethan Rees

Lauren Shepherd

Megan Thomas

Lloyd Lewis

Morgan Thomas

Archie Weir

Herbert-Barnaby Bone

Eddie Bowen

James Bunyan

Jamilah Saleh

Nadifa Saleh

Marianne Dawe

Niomi Paris

Kiddus Murrell

Rumtin Daneshvar